# Tarta de pañales
Tarta de pañales Consiste en realizar una simulación de una tarta con pañales para bebes, dicha tarta suele tener abundante cantidad de pañales y pisos, pudiéndole añadir distintos accesorios como regalo para el futuro bebé.

## Encabezado
La tartas de pañales se empezaron a regalar en los Baby shower para celebrar el nacimiento de un bebé, su origen data del Continente americano pero muy rápidamente se extendió popularizándose rápidamente, llegando a ser uno de los regalos más comprados para los recién nacidos, y de los más gustados para los futuros padres

## Composición
La composición principal de estas tartas son los pañales, generalmente entre ellos suele haber ropa de bebé, accesorios para sus primeros baños, mantas, chupetes, mordedores, o cualquier artículo o accesorio que pueda ser utilizado para el futuro bebé por sus padres.

## Variedades
Dado la importancia de este regalo y lo agradecidas que son las tartas de pañales tanto las tiendas que las venden, como las propias personas que hacen una tarta ellos mismos en su casa, han creado un sinfín de variedades de estas tartas de pañales con distintas figuras, formas, colores y tamaños, a continuación algunos ejemplos:
- Datos: Q1298401
- Multimedia: Diaper cakes / Q1298401